# 田尻町立小学校
田尻町立小学校（たじりちょうりつしょうがっこう）は、大阪府泉南郡田尻町吉見にある公立小学校。同町で唯一の小学校である。

## 沿革
明治時代初期の学制発布により、当時の日根郡嘉祥寺村（町村制実施で田尻村）に堺県泉州七十番嘉祥寺小学校が創設された。七十番小学校は嘉祥寺・吉見（町村制実施で田尻村）・岡本（町村制実施で南中通村、現泉佐野市）の3村を校区としていた。
七十番嘉祥寺小学校はその後、1876年に岡本村を校区から外している。また1880年には嘉祥寺小学校より分離する形で、吉見村に吉見小学校が開校している。
嘉祥寺・吉見の両小学校は1886年4月に合併し、多知里（たじり）小学校と称した。学校の名称は、嘉祥寺・吉見の両村の境界を流れる田尻川から、「多くの理を解し智を深くしてほしい」という願いを込めて漢字表記を変更したものである。
しかし2年後の1888年には、再び吉見・嘉祥寺の両簡易小学校に分離している。吉見簡易小学校は1893年に吉見尋常小学校に改編し、また嘉祥寺簡易小学校は1894年に嘉祥寺尋常小学校に改編している。
この間の1889年に、町村制により吉見村・嘉祥寺村が合併し、日根郡（1896年郡の合併で泉南郡）田尻村が発足している。
村の小学校として1906年5月1日に吉見尋常小学校と嘉祥寺尋常小学校が合併し、泉南郡田尻尋常小学校が発足した。学校沿革史の上では、田尻尋常小学校の発足をもって学校創立と位置づけている。
当初は旧嘉祥寺尋常小学校跡に仮教室を設置していたが、1908年1月に田尻村大字吉見・旧陣屋跡の現在地に校舎を新築している。

### 年表
- 1906年5月1日 - 前身の吉見・嘉祥寺の両尋常小学校を合併。泉南郡田尻尋常小学校として創立。
- 1911年4月 - 高等科を併設。泉南郡田尻尋常高等小学校に改称。
- 1941年4月1日 - 国民学校令により、泉南郡田尻国民学校に改称。
- 1947年4月1日 - 学制改革により、田尻村立小学校に改称。校舎内に田尻村立中学校（現・田尻町立中学校）を併設。
- 1949年5月26日 - 田尻村立中学校が独立校舎（隣接地）に移転。
- 1953年5月 - 町制施行により、田尻町立小学校に改称。
- 1954年 - 学校給食を開始。

## 通学区域
- 泉南郡田尻町 全域。

卒業生進学先：田尻町立中学校

## 関係者
- 宮本常一 - 民俗学者。元同校教員（在職1929年-1930年）。

## 交通
- 南海本線吉見ノ里駅から北西へ約400m。